# Daichi Fukushima
Daichi Fukushima (福島 大地 Fukushima Daichi?), född 1 augusti 1977 i Kanagawa prefektur, är en japansk före detta fotbollsspelare.
Fukushima började sin karriär 2000 i Ventforet Kofu. Han avslutade karriären 2000.